# KH-179
KH-179는 대한민국 육군의 견인포이다. 미국의 M114A2 견인포 대체와 포병 화력 증강을 목적으로 1983년부터 기아기공(현 WIA)에서 생산하여 운용 중이며, 현재는 자주포의 보급으로 인해 후방에 배치하고 있다.
각 부의 경량화가 이루어져 CH-47 치누크 헬기와 C-130 수송기로 운송 가능하다. 또한 기존의 M114A2 곡사포에 비해 사거리, 신뢰성, 유지비에서 성능 향상이 이루어졌다. KH-179에 사용되는 155mm 신형 탄약은 NATO 155mm 표준 탄약과 호환되지만 사거리와 파괴력이 크게 향상되었다.
직/간접 조준경이 장착되어 있어 직사 사격과 곡사 사격 둘 다 가능하다. 직사 사격에는 3.5배율의 L형 조준경을 사용하며 1,500m의 유효사거리를 갖는다. 간접 사격에는 좌측에 장착된 4배율의 파노라마식 조준경을 사용한다. 사정거리는 일반탄의 경우 18.1km, 로켓 보조탄은 30km이며 발사속도는 지속사격시 분당 2발, 최대 발사속도는 분당 4발이다.

## 같이 보기
- M777 곡사포 - 미육군 미해병대의 최신형 155mm 곡사포